# Sale di sedano

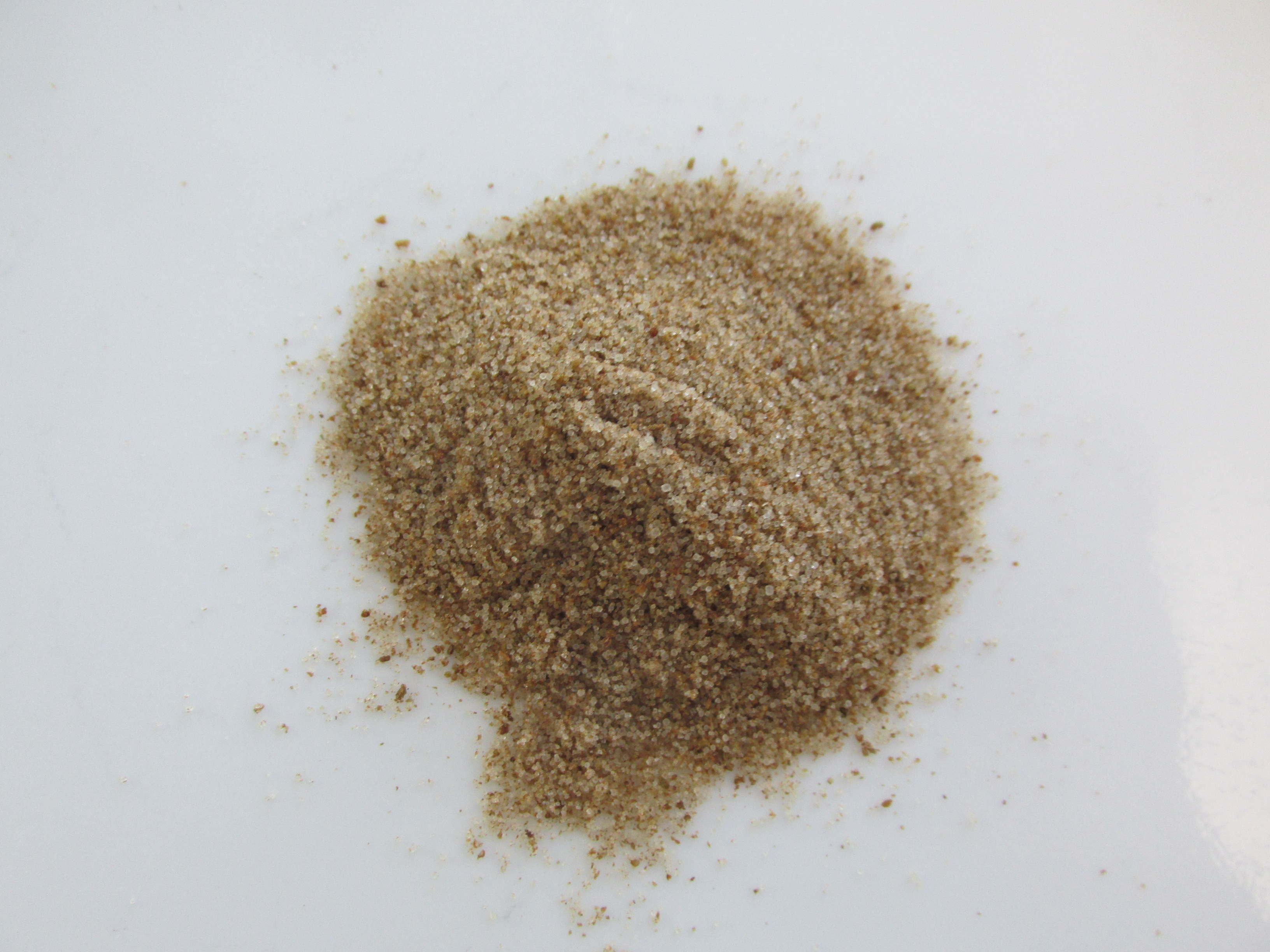
Il sale di sedano.

Il sale di sedano è un condimento realizzato a partire dalle coste essiccate di sedano o di levistico (detto anche "sedano di monte") o dalle loro foglie essiccate. Oltre che come condimento, questo sale è utilizzato anche per la stagionatura dei cibi.

## Preparazione
La preparazione del sale di sedano consiste semplicemente nel fare essiccare le coste di sedano e poi nel tritarle. L'essiccazione può essere fatta al forno, a una temperatura solitamente di 40 °C e mai superiore agli 80 °C per un tempo che va dalle 3 alle 8 ore, o, se si vuole seguire un processo più naturale, al sole, per alcuni giorni. Se invece si preferisce utilizzare le foglie, da cui si ottiene un sale dal sapore meno deciso, la temperatura del forno non deve mai superare i 40 °C.

Una volta essiccato il sedano, si utilizza poi un macinino o un frullatore per triturarlo e creare così il sale della granulometria desiderata.

## Additivi
Il sale di sedano comunemente trovato in commercio contiene di solito agenti antiagglomeranti come il diossido di silicio o il silicato di calcio. Alcune marche di sale di sedano hanno poi un contenuto di nitrato di sodio, utilizzato come conservante, relativamente alto, cosa generalmente non buona poiché, quando aggiunto ai cibi, il nitrato di sodio tende a formare piccole quantità di nitrosammine, sostanze associate al cancro dello stomaco e al cancro esofageo.

## Indicazioni
Essendo un sale di origine vegetale, a differenza del comune sale da cucina ha più ioni potassio che ioni sodio in un rapporto di nove a uno. Per questo è indicato per tutte le persone che soffrono di ipertensione o devono comunque seguire una dieta povera di sodio.

## Utilizzi
Il sale di sedano è molto utilizzato negli Stati Uniti d'America per insaporire cibi e pietanze come insalate, insalate di cavolo e stufati, per i quali si utilizza un sale a grana più grossa, ma anche minestre o zuppe, per le quali si utilizza un sale più fino. Qui è parte integrante della ricetta dei cocktail Bloody Mary e Caesar, ed è stato scoperto essere tra le spezie utilizzate nell'originale mix di spezie segreto usato per condire i suoi prodotti dalla Kentucky Fried Chicken.
Il sale di sedano è spesso utilizzato dai produttori di cibo per evitare il deterioramento dei prodotti evitando di elencare esplicitamente il nitrato di sodio nell'elenco degli ingredienti.